# Lebende Legende
Lebende Legende ist eine Bezeichnung für eine Person, der schon zu Lebzeiten eine besonders bemerkenswerte Lebensgeschichte sowie zeitüberdauernde Bedeutung zugesprochen wird. 

## Bedeutungen
Der Begriff Legende hat im heutigen Sprachgebrauch verschieden konnotierte Bedeutungen. In Bezug auf Personen wird er häufig mit Ruhm und Berühmtheit assoziiert. Er kann jedoch auch im negativen Sinne für unglaubwürdige und/oder hagiographisch-verklärende Schilderungen von Personen und Vorgängen verwendet und verstanden werden. Die Bezeichnung lebende Legende kombiniert diese beiden möglichen Bedeutungen. Die positive Konnotation bleibt durch den Personenbezug zwar erhalten, die Bezeichnung ist jedoch auch ein Oxymoron, das auf die vermeintliche oder tatsächliche Unvereinbarkeit einer noch lebenden Person mit ihrer bereits ikonisierten Lebensgeschichte hinweist (siehe auch Image). Die Legende des Lebens dieser Person wird also metonymisch zur Bezeichnung für die Person selbst.

## Verwendung und Beispiele
Eine sehr frühe Erwähnung des Begriffs findet sich in der deutschen Fassung von Les 73 journées de la Commune: du 18 mars au 29 mai 1871 von Catulle Mendès. Während im französischen Originaltext „Vous nous apparaissez, victorieux, dans une vision lointaine; vous êtes légende.“ steht, wurde die imaginäre Ansprache an den greisen General Garibaldi im Deutschen mit „Ihr lorbeerbesetztes Bild erscheint uns wie eine Vision aus entfernten Zeiten; Sie sind uns eine lebende Legende.“ übersetzt. Auch im Englischen wird der zusammengesetzte Begriff living legend (auch in der Variante a legend in his/her own time, etwa ‚schon zu Lebzeiten eine Legende‘) verwendet.
In den Medien, vor allem in der Sport- und Boulevardberichterstattung über Prominente, wird der Begriff zumeist im Zusammenhang mit verbreiteter, rhetorischer Übertreibung und Mythologisierung verwendet. Teilweise werden diese Zuschreibungen von den sich selber als lebende Legende bezeichnenden Personen übernommen, wie etwa im Falle extrovertierter Sportstars wie Muhammad Ali oder Usain Bolt.
Andere sehen es eher ironisch wie der Rolling-Stones-Gitarrist Keith Richards, der auf die Frage, wie es sich anfühle, eine lebende Legende zu sein, mit den lakonischen Worten: „Lieber eine lebende als eine tote Legende.“ antwortete.
Nelson Mandela wiederum lehnte eine solche Bezeichnung auf Nachfrage kategorisch ab: „Es tut den Leuten nicht gut, wenn sie einen Messias in mir sehen. Die Enttäuschung ist dann unausweichlich. Sie sollen wissen, dass ihre politischen Führer aus Fleisch und Blut sind, dass sie Menschen sind [...] Man darf einen Helden aus mir machen, aber keine Legende.“

## Lebende-Legenden – Preisvergaben
Vor allem im englischen Sprachraum gibt es etwa seit Beginn des 21. Jahrhunderts mehrere Preise, die für das Lebenswerk von Personen vergeben werden.
- Seit dem Jahr 2000 – zu diesem Zeitpunkt anlässlich der 200-Jahr-Feier – vergibt die Library of Congress einen Living Legend award an Künstler, Schriftsteller, Aktivisten, Regisseure, Mediziner, Unterhaltungskünstler, Sportler und Staatsdiener, „die einen bedeutenden Beitrag zum kulturellen, wissenschaftlichen und sozialen Erbe Amerikas geleistet haben“.[9]
- Seit 2005 ehrt das Classic Rock Magazine Musiker mit den Classic Rock Roll of Honour Awards; seit 2007 wird dabei auch der Living Legend award vergeben.

## Lebendes Fossil
In der Biologie wird der Begriff lebendes Fossil, ebenfalls ein Oxymoron, analog verwendet und in der populärwissenschaftlichen Literatur, etwa in Bezug auf den Quastenflosser, gelegentlich mit dem Begriff der lebenden Legende verknüpft.